# .dk
.dk — в Інтернеті, національний домен верхнього рівня (ccTLD) для Данії.

## Домени 2-го та 3-го рівнів
У цьому національному домені нараховується близько 504,000,000 вебсторінок (станом на січень 2016 року).
У наш час використовуються та приймають реєстрації доменів 3-го рівня такі доменні суфікси (відповідно, існують такі домени 2-го рівня):
| Суфікс  | Регламентовані користувачі                                            |
| .ac.dk  | Наукові та дослідницькі установи, коледжі, університети або інститути |
| .co.dk  | Комерційні установи, корпорації                                       |
| .gov.dk | Державні та урядові установи                                          |
| .id.dk  | Родини, приватні особи                                                |
| .in.dk  | Родини, приватні особи                                                |
| .pp.dk  | Родини, приватні особи                                                |
| .pro.dk | Професійні організації                                                |